# Angiens
Angiens település Franciaországban, Seine-Maritime megyében. Lakosainak száma 518 fő (2022. január 1.). Angiens Blosseville, La Chapelle-sur-Dun, Ermenouville, La Gaillarde, Gueutteville-les-Grès, Houdetot, Le Mesnil-Durdent és Saint-Pierre-le-Viger községekkel határos.

## Népesség
A település népességének változása:
| Lakosok száma | 543  | 528  | 532  | 516  | 513  | 512  | 514  | 516  | 518  |
|               | 2013 | 2015 | 2016 | 2017 | 2018 | 2019 | 2020 | 2021 | 2022 |